# Kościół św. Anny w Końskowoli
Kościół świętej Anny – rzymskokatolicki kościół filialny należący do parafii Znalezienia Krzyża Świętego i św. Andrzeja Apostoła w Końskowoli. Znajduje się na Szlaku Renesansu Lubelskiego.
Świątynia została zbudowana na początku XVII wieku, konsekrowana w 1613 roku. Kościół został wzniesiony w stylu renesansu lubelskiego. Jest to niewielka, jednonawowa, pozbawiona wieży budowla o smukłych proporcjach, zamknięta węższym półkolistym prezbiterium. Jej trójkątne, dekoracyjnie rozczłonkowane szczyty są zwieńczone typowymi dla renesansu lubelskiego sterczynami. Sklepienie kolebkowe jest pokryte sztukateriami, które tworzą geometryczne wzory uzupełnione płaskorzeźbami.
W pomieszczeniach nad zakrystią znajduje się cenna polichromia wykonana na początku XVII wieku. Ołtarz główny został wykonany w stylu manierystycznym; znajduje się w nim obraz z XVII wieku przedstawiający świętą Annę Samotrzecią, namalowany przez lubelskiego artystę – Stanisława Szczerbica. Na obrazie w lewym dolnym rogu ołtarza jest przedstawiony duchowny, utożsamiany z księdzem Stanisławem z Zalesia Lisowiczem. Obok wizerunku proboszcza końskowolskiego i prepozyta szpitalnego jest przedstawiony także znak herbowy w kształcie tarczy, na której znajduje się czerwone serce przekłute strzałą.
Przypuszcza się, że w kościele tym został pochowany ksiądz Stanisław Lisowicz.